# Комплекс Бекы
Ко́мплекс Бекы́ — мавзолейный комплекс XVII — начала XX веков, расположенный в Мангистауской области Казахстана.

## Общие сведения
Мавзолейный комплекс Бекы расположен в 4 километрах к западу от аула Шетпе Мангистауского района Мангистауской области Казахстана.

## Описание
Общий размер комплекса 120 х 80 метров. Он включает три мавзолея с куполами, 12 выделенных каменной оградой участков, 2 каменных саркофага и свыше 100 различных надгробий малых форм — кулпытасов, ступенчатых койтасов и прочих.
Наибольшее архитектурно-художественное значение имеют, расположенные в центре комплекса, мавзолеи и купола. Они отличаются крупными размерами и высоким качеством кладки из известняковых плит. Определённый интерес представляют надгробия, исполненные в технике контурной резьбы с раскраской.